# Okeaninoscia oliveri
Okeaninoscia oliveri là một loài chân đều trong họ Philosciidae. Loài này được Chilton miêu tả khoa học năm 1911.